# Vitrac (Avairon)
Vitrac (en francès Vitrac-en-Viadène) és un municipi francès situat al departament de l'Avairon i a la regió d'Occitània.

## Demografia
| 1962                                       | 1968 | 1975 | 1982 | 1990 | 1999 |
| ------------------------------------------ | ---- | ---- | ---- | ---- | ---- |
| 172                                        | 197  | 175  | 151  | 129  | 99   |
| Des de 1962: població sense dobles comptes |      |      |      |      |      |

## Administració
| Període   | Identitat             | Partit |
| --------- | --------------------- | ------ |
| 2001-2008 | Julien Raffy          |        |
| 2008-     | Jean-François Richard |        |